# 片山一道
片山 一道（かたやま かずみち、1945年11月27日 - ）は、日本の自然人類学者、京都大学名誉教授。専門は先史人類学・骨考古学。

## 経歴
広島県佐伯郡鹿川村（現・ 江田島市能美町）に生まれる。高校進学に伴い能美島を離れて学生寮に入る。今西錦司と木原均に憧れて中学生時代より京都大学を志望する。広島大学教育学部附属高等学校卒業。1969年、京都大学農学部農林生物学科卒業。1974年、京都大学大学院理学研究科動物学専攻博士課程満期退学。1979年「中部日本人の3隔離集団間における血液多型性形質の遺伝的分化」で理学博士の学位を取得。1974年に大阪医科大学助手、1980年に大分医科大学講師となり、1982年に京都大学理学部助教授となって、後には、京都大学霊長類研究所教授、京都大学理学研究科教授を歴任した。2009年定年退任、名誉教授。

## 著書
- 『古人骨は語る 骨考古学ことはじめ』同朋舎出版 1990 のち角川ソフィア文庫
- 『ポリネシア人 石器時代の遠洋航海者たち』同朋舎出版 1991
- 『ポリネシア海と空のはざまで』東京大学出版会 1997
- 『考える足 人はどこから来て、どこへ行くのか』日本経済新聞社 1999
- 『縄文人と「弥生人」 古人骨の事件簿』昭和堂 2000
- 『海のモンゴロイド ポリネシア人の祖先をもとめて』吉川弘文館 歴史文化ライブラリー 2002
- 『古人骨は生きている』2002 角川選書
- 『骨考古学と身体史観 古人骨から探る日本列島の人びとの歴史』敬文舎 日本歴史私の最新講義 2013
- 『骨が語る日本人の歴史』2015 ちくま新書

### 共編著・監修
- 『人間史をたどる 自然人類学入門』中橋孝博、土肥直美、五百部裕、斎藤成也共著 朝倉書店 1996
- 『朝倉世界地理講座 大地と人間の物語 15 オセアニア』熊谷圭知共編 朝倉書店 2010
- 『骨からわかる日本人の起源 骨考古学から解き明かす日本人の実像』監修 宝島社 別冊宝島 2015

### 翻訳
- フィオレンツォ・ファッキーニ『人類の起源 古人類学入門』監訳 同朋舎出版 1993
- フィリップ・ホートン『南太平洋の人類誌 クック船長の見た人びと』平凡社 2000
- ヨラン・ブレンフルト編集代表『人類のあけぼの』大貫良夫監訳,片山編訳 朝倉書店 図説人類の歴史 2005

## 論文
- CiNii>片山一道